# Scream (film, 1981)
Pour les articles homonymes, voir Scream.
 (juillet 2014).
Si vous disposez d'ouvrages ou d'articles de référence ou si vous connaissez des sites web de qualité traitant du thème abordé ici, merci de compléter l'article en donnant les références utiles à sa vérifiabilité et en les liant à la section « Notes et références ».
Pour plus de détails, voir Fiche technique et Distribution.
Scream est un film d'horreur américain réalisé par Byron Quisenberry sorti en 1981.

## Fiche technique
- Titre original  : Scream
- Réalisation : Byron Quisenberry
- Musique : Joseph Conlan
- Société de production :
- Société de distribution :
- Pays d'origine :  États-Unis
- Lieu de tournage :
- Durée : 82 min
- Dates de sortie :
- États-Unis : 1er janvier 1981 [1]

## Distribution
- Pepper Martin : Bob
- Hank Worden : John
- Ethan Wayne : Stan
- Ann Bronston : Marion
- Julie Marine : Laura
- Nancy St. Marie : Adriana
- Joseph Alvarado : Rudy
- Alvy Moore : Allen
- Bobby Diamond : Rod
- John Nowak : Jerry
- Joe Allaine : Lou
- Cynthia Faria : Janice
- Bella Bruck : Maggie
- Dee Cooper : Fred
- Bob Macgonigal : Andy
- Gino Difirelli : Len A. Lemont
- Gregg Palmer : Ross
- Woody Strode : Charlie Winters